# اورماس روبا
اورماس روبا (استونیایی: Urmas Rooba؛ زادهٔ ۸ ژوئیهٔ ۱۹۷۸) بازیکن سابق فوتبال اهل استونی است.
از باشگاه‌هایی که در آن بازی کرده‌است می‌توان به باشگاه فوتبال وایله بلدکلوب، باشگاه فوتبال تورون پالوسئورا، باشگاه فوتبال پایده لینامیسکوند، باشگاه فوتبال کپنهاگن، باشگاه فوتبال میدیولن، و باشگاه فوتبال فلورا تالین اشاره کرد.
وی همچنین در تیم ملی فوتبال استونی بازی کرده‌است.